# Tuao
Tuao est une municipalité de la province de Cagayan, aux Philippines.

## Barangays
Tuao compte 32 barangays.
- Accusilian
- Alabiao
- Alabug
- Angang
- Bagumbayan
- Barancuag
- Battung
- Bicok
- Bugnay
- Balagao
- Cagumitan
- Cato
- Culong
- Dagupan
- Fugu
- Lakambini
- Lallayug
- Malumin
- Mambacag
- San Vicente (Maleg)
- Mungo
- Naruangan
- Palca
- Pata
- San Juan
- San Luis (Gurengad
- Santo Tomas
- Taribubu
- Villa Laida
- Poblacion I (Ward I Centro)
- Poblacion II (Ward II Centro)
- Malalinta